# Place du fondateur
Place du fondateur est une série télévisée jeunesse québécoise en 35 épisodes de 25 minutes diffusée du 27 février 1980 au 10 juin 1981 à la Télévision de Radio-Canada.

## Synopsis
Dans une ville, située dans un pays non défini, vivent cinq personnages qui ont la réputation de trouver une solution à tous les problèmes imaginables.

## Distribution
- Yvon Bouchard : la voix du Fondateur
- Gaétan Labrèche : Eusèbe Lafontaine
- Mirielle Lachance : Berthe Trottemenue
- Louise Laparé : Albertine Foloiseau
- Anne-Marie Provencher : Marguerite Lafleur
- Réjean Robidoux : Victor
- Jérémie Boudreault : Marie-Louise Surprenant
- Jacques Galipeau : Candide Rabat-Joie

## Fiche technique
- Scénarisation : Pierre Guénette
- Réalisation : Claude Poulin
- Musique : Marie Bernard
- Société de production : Société Radio-Canada